# Katia Segers
Pour les articles homonymes, voir Segers.
Katia Segers, née le 11 juin 1967 à Alost est une femme politique belge flamande, membre de Sp.a.
Elle est docteur en sciences sociales, option communication (VUB, 1998); professeur (VUB, 1998-).

## Fonctions politiques
- 2012-2012 : échevine des finances à Liedekerke
- 2013- : échevine de la culture et de la communication à Liedekerke
- députée au Parlement flamand :
  - depuis le 25 mai 2014
    - sénatrice de communauté (2014-)

## Décoration
- Chevalier de l'ordre de Léopold (2024)[1].